# Herzogstand
Herzogstand – szczyt w paśmie Bayerische Voralpen, części Alp Wschodnich. Leży w Niemczech, w Bawarii. Szczyt ten jest doskonałym punktem widokowym, prowadzi na niego kolejka linowa "Herzogstandbahn".